# Pittosporum crispulum
Pittosporum crispulum är en tvåhjärtbladig växtart som beskrevs av François Gagnepain. Pittosporum crispulum ingår i släktet Pittosporum och familjen Pittosporaceae. Inga underarter finns listade.